# Pessosaurus
Pessosaurus is een geslacht van uitgestorven ichthyosauriërs, dat leefde tijdens het Midden-Trias.
John Whitaker Hulke benoemde in 1873 een Ichthyosaurus polaris, 'van de pool', gebaseerd op een gedeeltelijk postcraniaal skelet in de jaren zestig van de negentiende eeuw door Zweedse onderzoekers gevonden op Spitsbergen. Het holotype bestaat uit een reeks van acht wervels. Slechts twee daarvan, NRM-PZ R1 en NRM-PZ R93, zijn nog in de collecties aanwezig. Deze wervels zijn niet diagnostisch en dat is wel gezien als argument de soort als een nomen dubium te beschouwen.
De soort werd daarna hernoemd tot een Ichthyosaurus (Mixosaurus) polaris Dames 1895, een Ichthyosaurus? (Shastasaurus?) polaris Merriam 1902, Shastasaurus polaris Yakowlew 1902 en een Cymbospondylus (?) polaris Merriam 1908. Carl Wiman maakte er in 1910, na de vondst van nieuw materiaal, het aparte geslacht Pessosaurus van. De geslachtsnaam is afgeleid van het Grieks pessos, 'damsteen', naar de vorm van de kootjes. De latere vondst van opperarmbeen CASP F6432-53 is wel gezien als bewijs dat de toewijzing van nieuw materiaal door Wiman gerechtvaardigd was en dat het taxon niet identiek is aan Pessopteryx. Anderen echter vinden dat dit er voorbarig van uitgaat dat er maar één grote vorm in de lagen aanwezig is.
Pessosaurus is een grote soort. Opvallende kenmerken zijn een kort rond opperarmbeen, een compact spaakbeen en een breed ravenbeksbeen.
Pessosaurus suevicus Huene, 1916, gebaseerd op een achterste ruggenwervel gevonden in het Zwarte Woud, wordt meestal als een nomen dubium beschouwd.
Ekbainacanthus tschernyschewi Yokowlew, 1903 is vermoedelijk een jonger synoniem.
Pessosaurus wordt meestal in de Shastasauridae geplaatst.

## Soorten
- Pessosaurus polaris Hulke, 1873
- Pessosaurus suevicus Huene, 1916